# Xã Lost Springs, Quận Marion, Kansas
Xã Lost Springs (tiếng Anh: Lost Springs Township) là một xã thuộc quận Marion, tiểu bang Kansas, Hoa Kỳ. Năm 2010, dân số của xã này là 197 người.